# Kalven (Stensele socken, Lappland, 726333-153135)
Kalven är en sjö i Storumans kommun i Lappland och ingår i Umeälvens huvudavrinningsområde. Sjön har en area på 0,226 kvadratkilometer och ligger 512 meter över havet. Kalven ligger i Vindelfjällen Natura 2000-område.

## Delavrinningsområde
Kalven ingår i det delavrinningsområde (726396-153075) som SMHI kallar för Utloppet av Angasjön. Medelhöjden är 559 meter över havet och ytan är 10,06 kvadratkilometer. Räknas de 18 avrinningsområdena uppströms in blir den ackumulerade arean 165,79 kvadratkilometer. Gardsjöbäcken (Danabäcken) som avvattnar avrinningsområdet har biflödesordning 2, vilket innebär att vattnet flödar genom totalt 2 vattendrag innan det når havet efter 309 kilometer. Avrinningsområdet består mestadels av skog (83 procent). Avrinningsområdet har 1,72 kvadratkilometer vattenytor vilket ger det en sjöprocent på 17,1 procent.